# Ricardo Job
Ricardo Job Estêvão noto semplicemente come Ricardo Job (Luanda, 27 settembre 1987) è un calciatore angolano, centrocampista del Petro Atlético Luanda.